# Zeithain
Zeithain è un comune della Sassonia, in Germania. Appartiene al circondario di Meißen.

## Storia
Il 1º gennaio 1999 venne aggregato al comune di Zeithan il comune di Gohlis.

## Geografia antropica
Il comune di Zeithain è suddiviso nelle frazioni (Ortsteil) di Cottewitz, Gohlis, Jacobsthal, Kreinitz, Lorenzkirch, Moritz, Neudorf, Promnitz, Röderau-Bobersen, Zeithain e Zschepa.

## Amministrazione

### Gemellaggi
Il comune di Zeithain è gemellato con:
- Hausen ob Verena
- Teningen
- Todtenweis